# Res nullius
Res nullius es una expresión latina, que significa 'cosa de nadie', utilizada para designar las cosas que no han pertenecido a persona alguna, o sea, lo que no ha sido propiedad de ninguna persona. 
No hay que confundir a las res nullius con las res derelictae. Mientras las primeras no han sido jamás objeto de propiedad, las segundas han tenido dueño, pero este las ha abandonado.
La principal importancia de las res nullius es que pueden ser objeto de ocupación. A través de la misma, una persona puede adquirir su propiedad, simplemente apropiándose de la cosa, a través de su posesión y sin que tenga que mediar ningún plazo de tiempo (a diferencia de la usucapión).
El caso más claro de ocupación es el de la persona que se encuentra un objeto o un animal salvaje. Al ser res nullius, simplemente basta con su aprehensión para hacerlo suyo.
La tierra en muchas legislaciones no se puede considerar como res nullius, como cosa sin dueño, dado que su propiedad sería del Estado. 
En el caso de las posesiones adquiridas por la Corona española en el Nuevo Mundo estas se consideraban adquiridas en base al título de su descubrimiento, al ser consideradas Res nullius, aunque estuvieran habitadas, con base en  “universalis iurisdictio non posse esse in paganis”,  tal como era el caso de los nativo americanas, considerados paganas respecto de las naciones europeas.